# Barbués
Barbués es un municipio de España en la provincia de Huesca, comunidad autónoma de Aragón. Tiene un área 19,59 km² con una población de 110 habitantes (INE 2007) y una densidad de 5,62 hab/km².
En él hay un castillo del siglo XVI, románico con influencia musulmán por ello es un castillo atípico por la multitud de elementos que nos recuerdan a las construcciones musulmanes, sobre todo arcos. de planta pentagonal con patio central (patio de caballeriza o de armas). De uso particular, bastante bien conservado, aunque a veces difícil conservar su estado original. Población creada a partir de la población de pitiellas por la peste se creó Barbues lindando con el Castillo. Esta fortaleza pagaba diezmo a Sancho Ramírez y acabó siendo propiedad de la iglesia. Sobre 1940 paso a manos particulares y este albergó el bar, el baile y la tienda del pueblo.

## Demografía
Barbués cuenta con una población de 90 habitantes (INE 2024).
| Gráfica de evolución demográfica de Barbués entre 1842 y 2021 |
| |
| Población de derecho según los censos de población del INE Población de hecho según los censos de población del INEEntre el censo de 1857 y el anterior, crece el término del municipio porque incorpora a Torres de Barbués Entre el censo de 1930 y el anterior, disminuye el término del municipio porque independiza a Torres de Barbués |

| 130                        | 121 | 112 | 108 |
| (Fuente: [cita requerida]) |     |     |     |

## Administración y política
| Período   | Alcalde                   | Partido |  |
| --------- | ------------------------- | ------- |  |
| 1979-1983 | Andrés Corvinos Alamán    | UCD     |  |
| 1983-1987 |                           |         |  |
| 1987-1991 |                           |         |  |
| 1991-1995 |                           |         |  |
| 1995-1999 |                           |         |  |
| 1999-2003 |                           |         |  |
| 2003-2007 |                           | PP      |  |
| 2007-2011 | José Sinesio Bailo Castro | PP      |  |
| 2011-2015 | José Sinesio Bailo Castro | PP      |  |
| 2015-2019 | José Sinesio Bailo Castro | PP      |  |

| Partido político    | Partido político                                   | 2003   | 2007   | 2011   | 2015   |
| Partido político    | Partido político                                   | Ediles | Ediles | Ediles | Ediles |
|                     | Partido Popular de Aragón (PP)                     | 4      | 4      | 2      | 2      |
|                     | Partido de los Socialistas de Aragón (PSOE-Aragón) | 1      | 1      | 1      | 1      |
|                     | Partido Aragonés (PAR)                             | —      | 0      | 0      | 0      |
| Total de concejales | Total de concejales                                | 5      | 5      | 3      | 3      |

## Lugares de interés

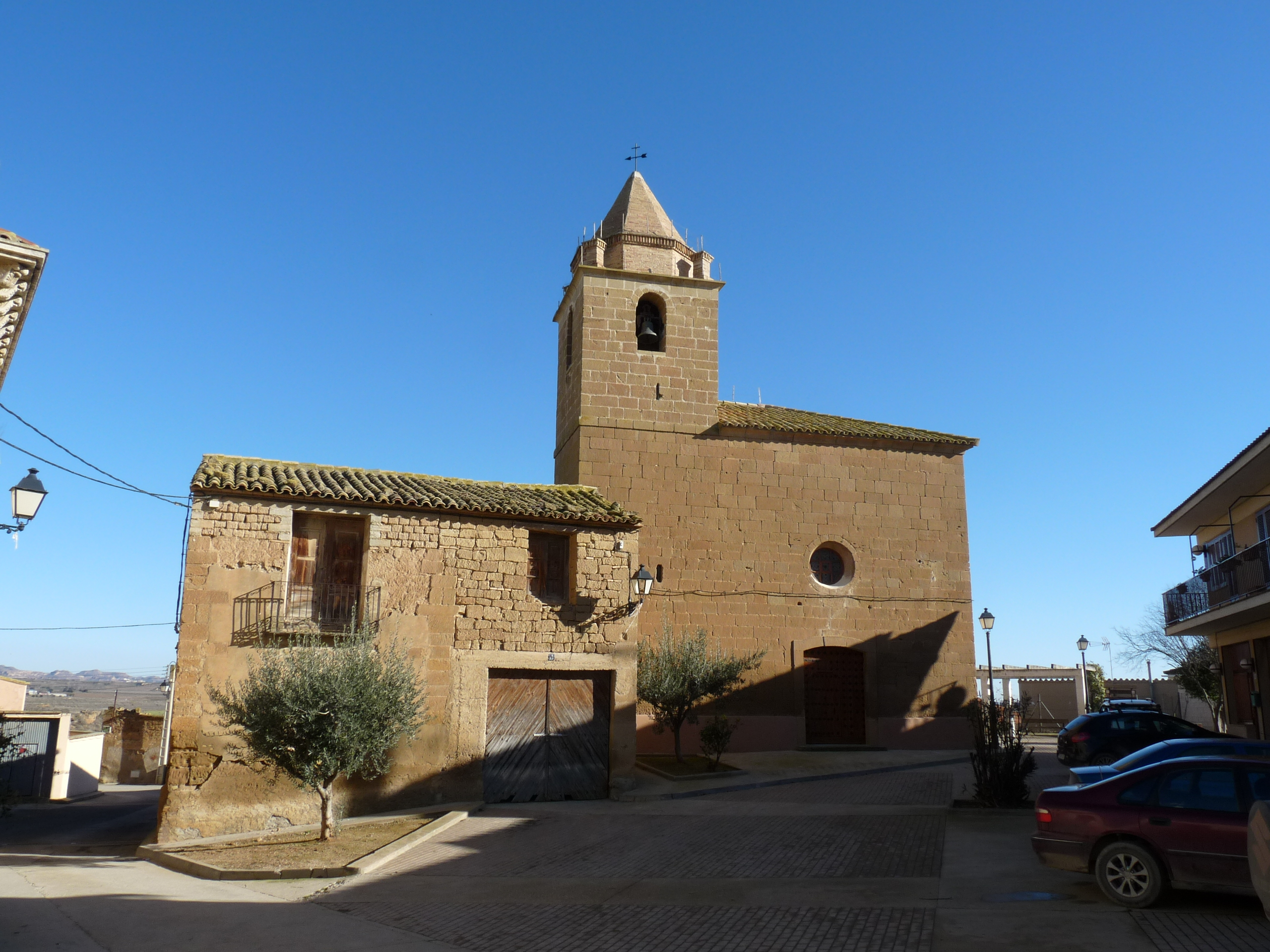
Iglesia de Nuestra Señora de la Asunción, siglos XVI al XIX
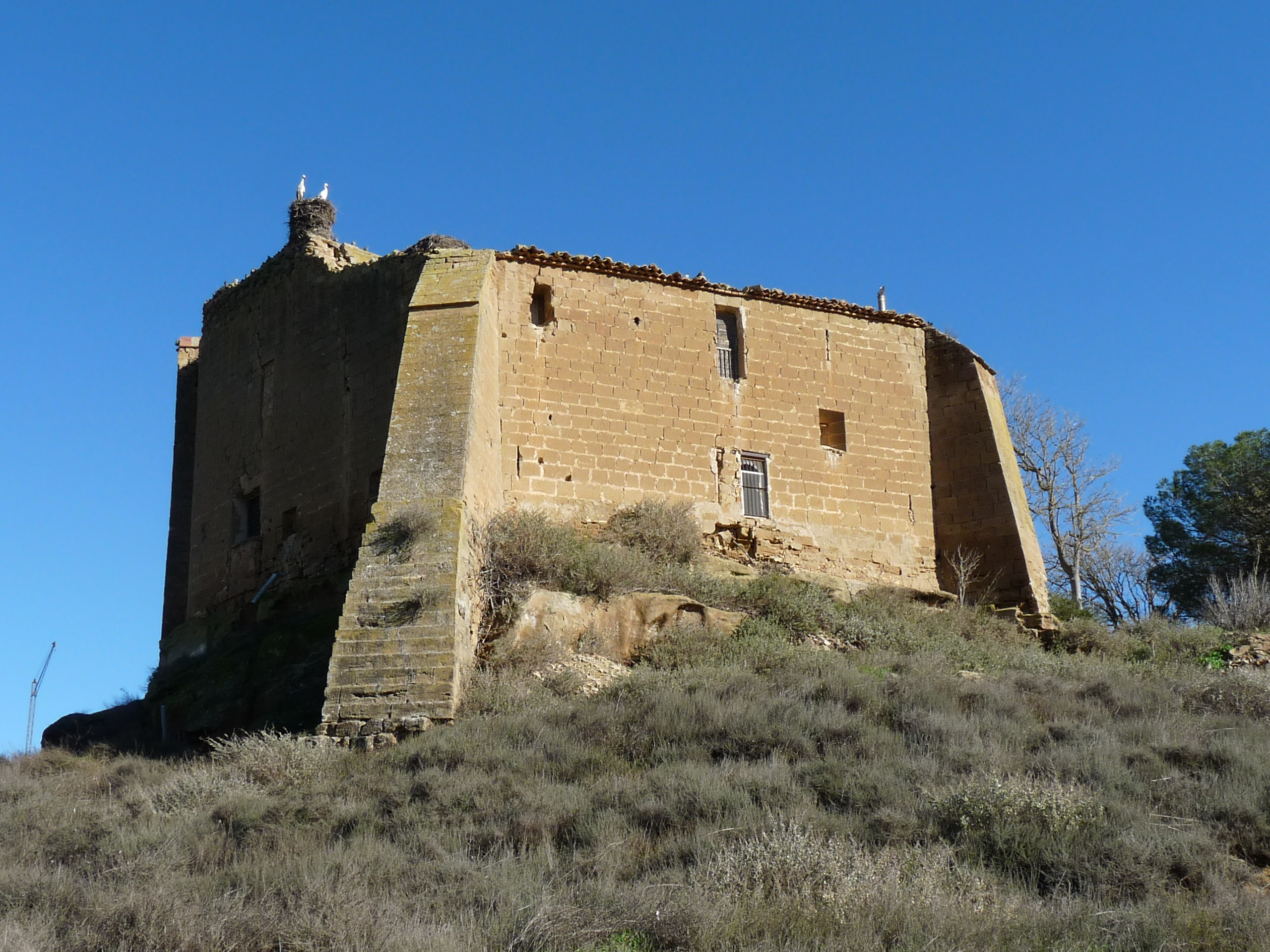
Castillo del siglo XIV
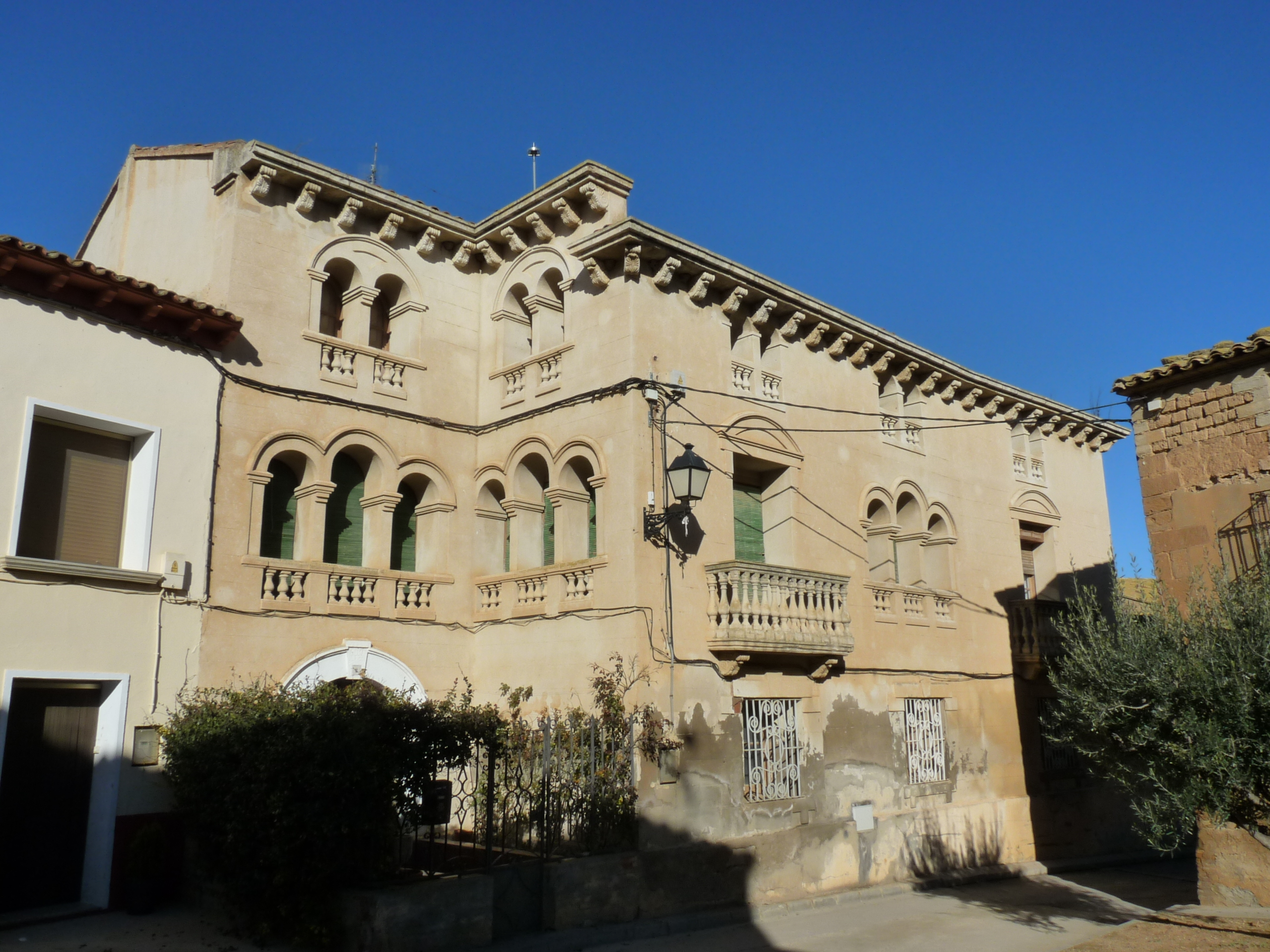
Casa Gabarre, de estilo ecléctico; sobre la clave en el arco de la puerta aparece la fecha 1766